# Apogon schlegeli
Apogon schlegeli es una especie de pez de la familia de los apogónidos en el orden de los perciformes. 

## Distribución geográfica
Se encuentran al noroeste del Pacífico.